# Kilchoanite
La kilchoanite è un minerale.